# Tuberolamia andicola
Tuberolamia andicola är en skalbaggsart som beskrevs av Stefan von Breuning 1940. Tuberolamia andicola ingår i släktet Tuberolamia och familjen långhorningar. Inga underarter finns listade i Catalogue of Life.